# Ritratto di Laura Dianti
Ritratto di Laura Dianti è un dipinto a olio su tela (119x93 cm) di Tiziano, databile al 1520–1525 circa e conservato nella Collezione Kisters a Kreuzlingen. È firmato "TICI/ANVS F.".

## Storia
Un ritratto di Laura Dianti, amante ufficiale di Alfonso I d'Este, è citato dal Vasari, poi oggetto di un'incisione di E. Sadler. Ridolfi, nel 1648, descrisse l'opera basandosi sull'incisione, dalla quale poi derivarono numerose copie.
Una di queste, ritenuta generalmente autografa, è quella presente, che fu inviata nel 1599 da Cesare d'Este all'imperatore Rodolfo II a Praga. Nel 1649 era nelle collezioni di Cristina di Svezia, che lo portò con sé a Roma nel 1654. In seguito fu del cardinale Azzolino, poi, dal 1686, dei principi Odescalchi e, dal 1721, di Filippo d'Orléans. Nel 1800 era in una raccolta inglese e dal 1876 nella collezione Cook, prima di arrivare in quella Kisters a Kreuzlingen.
In seguito la critica moderna ritenne l'opera una copia da un originale perduto, così come le versioni della Galleria Estense di Modena, del Nationalmuseum di Stoccolma, della Galleria Borghese di Roma e di numerose raccolte private.
Dopo un restauro in America, dove si riscoprì anche la firma sulla manica, l'opera viene in genere considerata l'originale. L'opera faceva coppia con un ritratto di Alfonso I pure perduto, ma del quale si conoscono numerose copie, la migliore delle quali è forse al Metropolitan Museum di New York.

## Descrizione e stile
Il dipinto è il ritratto di Laura Dianti, amante di Alfonso I d'Este in seguito alla morte di Lucrezia Borgia. Ritratta in più occasioni da Tiziano, forse anche nel celebre dipinto del Louvre conosciuto come Donna allo specchio.
La Dianti è ritratta con un sontuoso abito azzurro ricco di pizzi e ornamenti, l'acconciatura è complessa e sormontata da un vistoso diadema. Il braccio destro della donna è disteso lungo il corpo, mentre la mano sinistra si poggia sulla spalla di un paggetto africano.